# Ray Dee Ohh (album)
Ray Dee Ohh er  debutalbummet fra den danske popgruppe Ray Dee Ohh, der udkom i 1989 på Replay Records. Albummet var produceret af gruppens guitarister Michael Bruun og Poul Halberg, der også stod for musikken på albummet. Teksterne var skrevet af navne som Elisabeth Gjerluff Nielsen, Steffen Brandt, og Thomas Helmig (under pseudonymet T. Wuzznip). Ray Dee Ohh solgte 110.000 eksemplarer.

## Spor
1. Mandags-stævnemøde 4:06
2. Elskes af dig 5:12
3. Alt eller ingenting 4:05
4. Brændende læber 4:42
5. Som et træ 4:14
6. Der hvor jeg bedst ka' li' at være 4:25
7. Heartbreak 4:18
8. Tænker du på ... 4:09
9. Ned på jorden igen 3:36

| #  | Titel                                | Tekst                      | Musik                       | Længde |
| -- | ------------------------------------ | -------------------------- | --------------------------- | ------ |
| 1. | "Mandags-stævnemøde"                 | Elisabeth Gjerluff Nielsen | Michael Bruun, Poul Halberg | 4:00   |
| 2. | "Elskes af dig"                      | Steffen Brandt             | Halberg                     | 5:02   |
| 3. | "Alt eller ingenting"                | Caroline Henderson         | Bruun, Halberg              | 3:57   |
| 4. | "Brændende læber"                    | Nielsen                    | Bruun, Halberg              | 4:34   |
| 5. | "Som et træ"                         | Mette Amtoft               | Bruun, Halberg              | 4:08   |
| 6. | "Der hvor jeg bedst ka' li' at være" | Jo Dam Kærgaard            | Halberg                     | 4:18   |
| 7. | "Heartbreak"                         | Maria Bramsen              | Bruun, Halberg              | 4:11   |
| 8. | "Tænker du på..."                    | Bramsen                    | Bruun, Halberg              | 4:02   |
| 9. | "Ned på jorden - hjem igen"          | T. Wuzznip                 | Simon West                  | 3:31   |